# Нападение на школу в Ивантеевке
Нападение на школу в городе Ивантеевке Московской области произошло утром 5 сентября 2017 года. Девятиклассник Михаил Пивнев зашёл в здание «Образовательного центра № 1», учащимся которого являлся, где открыл стрельбу из пневматической винтовки, а затем взорвал самодельные взрывные устройства. В результате атаки пострадали 4 человека — учительница информатики, которой подросток нанёс удар секачом по голове и выстрелил в лицо, а также трое учеников школы, выпрыгнувших из окна здания учебного заведения.
Пивнев был задержан сотрудниками правоохранительных органов. Психолого-психиатрическая экспертиза установила вменяемость подростка на момент совершения нападения. 15 февраля 2019 года Ивантеевский городской суд Московской области, признав «ивантеевского стрелка» виновным в покушении на убийство двух и более лиц и хулиганстве, приговорил его к 7 годам и 3 месяцам лишения свободы с отбыванием наказания в воспитательной колонии, а также назначил дополнительное наказание в виде штрафа в размере 20 тысяч рублей. Помимо прочего, суд удовлетворил требования потерпевших о возмещении материального и морального вреда на общую сумму более 2 миллионов рублей.
Инцидент в Ивантеевке стал первым в истории России случаем, когда нападение на учебное заведение совершил подражатель Эрика Харриса и Дилана Клиболда — преступников, атаковавших в апреле 1999 года старшую школу «Колумбайн». Произошедшее, а также факт того, что нападавший вдохновился действиями американских массовых убийц, вызвали широкий общественный резонанс и привели к появлению ряда законодательных инициатив: в частности, был принят федеральный закон о запрете «колумбайн-сообществ» в социальных сетях и прочих интернет-ресурсов, подстрекающих детей к самоубийству и совершению преступлений.

## Личность и мотивы преступника

Михаил Пивнев

Михаил Сергеевич Пивнев родился в 2002 году, на момент инцидента со стрельбой ему было 15 лет и он являлся учащимся 9 «А» класса муниципального бюджетного образовательного учреждения «Образовательный центр № 1» в Ивантеевке. По сообщениям средств массовой информации, отец Михаила — Сергей Пивнев — являлся крупным местным предпринимателем, учредителем фирмы «Геосистема», специализирующейся на услугах в сфере геодезии, мать являлась служащей Ивантеевского МФЦ; Михаил не был единственным ребёнком в семье — супруги Пивневы также воспитывали дочь, учившуюся, как и старший брат, в «Образовательном центре № 1». Семья Пивневых, согласно информации правоохранительных органов, являлась благополучной, а сам подросток, по словам детского омбудсмена Московской области Ксении Мишоновой, не имел проблем с полицией. Очень строгими называла родителей Пивнева его знакомая: «Ни за кем из моих знакомых папы с мамами так не следили, как за ним. Допоздна гулять ему не разрешали: в восемь вечера он уже должен был быть дома. Мама постоянно ему звонила».
В СМИ публиковалась противоречивая информация относительно характера Пивнева и взаимоотношений юноши с одноклассниками. Информационное агентство «РИА Новости» указывало, что в школе о Михаиле отзывались как о странном и замкнутом человеке. Некоторые учащиеся «Образовательного центра № 1» и их родители утверждали, что подросток подвергался травле со стороны одноклассников, а руководство школы не предпринимало никаких действий по противодействию буллингу. В интервью изданию RT одна из учениц «Образовательного центра № 1» сообщала, что Пивнев был «очень закрытым парнем». Школьник по имени Иван, согласно данным «РИА Новости», знавший Пивнева и учившийся в параллельном классе, напротив, утверждал, что будущий преступник не отличался замкнутостью, имел друзей и «ничто не предвещало» инцидента. О том, что Михаил «не был изгоем» и выделялся среди других школьников лишь стилем одежды, сообщало, ссылаясь на другую ученицу параллельного класса, издание «Вести.ру». «Сигнала не было, обращений о том, что готовится что-то страшное, со стороны детей к учителям тоже не было. <…> Мальчик не проявлял никаких признаков агрессии. Он никогда не нарушал дисциплину, был спокоен. С ребятами отношения были абсолютно ровные», — отмечала исполняющая обязанности директора ивантеевской школы № 1 Наталья Решетова, отдельно подчёркивая, что школьник общался с психологом «после того, как у него было зафиксировано ухудшение успеваемости и поведения».
Пивнев активно интересовался оружием. Как отмечала Ксения Мишонова, зная об увлечении сына, родители Михаила сами подарили ему пневматическое оружие, впоследствии использованное подростком при нападении на школу. Знакомая Пивнева сообщала изданию RT, что школьник изготавливал самодельное оружие, а со своей пневматической винтовкой иногда выходил на улицу. Проявлял интерес Пивнев и к теме массовых убийств в учебных заведениях. В социальной сети «ВКонтакте» он был зарегистрирован как Mike Klebold; никнейм, выбранный юношей, отсылал к фамилии одного из преступников, совершивших в апреле 1999 года массовое убийство в школе «Колумбайн». На своей странице Михаил размещал личные фотографии, в том числе с оружием. 20 апреля 2017 года, в очередную годовщину событий в «Колумбайн», он писал: «Если не вдаваться в подробности, то как результат 13 учеников мертвы. <…> Вот и снова тот самый день. <…> Неважно, что происходит вокруг, как ко мне относятся, я задумываюсь нужен ли я здесь… жизнь прекрасна, друзья, но порой уж лучше смерть. И может лучше, если бы я был на месте Эрика или Дилана… А теперь забудьте всё, что здесь написано и живите дальше. Не все любят суицидальные мысли, так ведь?». Своим внешним видом Пивнев также подражал стрелкам из «Колумбайна»: носил длинный плащ, берцы и сумку военного образца; знакомая школьника рассказывала, что стиль одежды Михаила приходился не по душе учителям, — в частности, по её словам, преподаватели заставляли подростка снимать берцы в школе, в плаще же в учебное заведение Пивнев пришёл лишь раз — в день нападения.
О том, что Пивнев планировал нападение на школу, было известно как его знакомым, так и одноклассникам. В интервью интернет-изданию Meduza двое бывших учеников «Образовательного центра № 1» рассказывали, что подросток открыто сообщал о своём желании, подобно Эрику Харрису и Дилану Клиболду, атаковать учебное заведение. Среди причин, побудивших Михаила прийти к решению совершить нападение, в частности, назывались конфликтные взаимоотношения, сложившиеся между ним и несколькими одноклассниками, а также учительницей информатики — школьника высмеивали из-за его внешнего вида. Омбудсмен Ксения Мишонова утверждала, что обучавшиеся вместе с Пивневым ученики 9 «А» класса сообщали о планах своего одноклассника руководству школы, однако данное предупреждение не было воспринято всерьёз.

## Ход событий
Вечером 4 сентября 2017 года одна из знакомых Пивнева по имени Мария встретила подростка у его дома. Михаил, у которого в этот момент при себе был чехол «с чем-то похожим на ружьё», сообщил подруге, что на следующий день собирается «устроить теракт», однако девушка не восприняла всерьёз эти слова — ей было известно о давнем увлечении подростка темой «Колумбайна» и массовых убийств в учебных заведениях.
Утром 5 сентября Михаил подготовился к нападению — он собрал сумку, в которую положил кухонный топорик-секач и самодельные взрывные устройства, установил статус «delete my life 05.09.17» на своей странице «ВКонтакте» и, вооружившись пневматической винтовкой, направился в школу. В 7:51 по московскому времени подросток отправил сообщение Марии, сообщив, что вечером накануне не шутил насчёт теракта.
В здание «Образовательного центра № 1» Пивнев вошёл около 10 утра, после начала третьего урока. Пневматическую винтовку юноша пронёс под плащом: как сообщало издание Meduza, ссылаясь на мать двоих учеников школы, охрана на входе практически никогда не досматривала учащихся. В обозначенное время у 9 «А» класса, в котором учился Михаил, проходил урок информатики — часть учеников находилась в кабинете на втором этаже, а другая — на четвёртом; Пивнев же, предварительно попросив свою сестру как можно быстрее покинуть школу, проследовал в кабинет на втором этаже, где в это время урок вела 39-летняя Любовь Калмыкова. Войдя в класс, Михаил вступил в словесную перепалку с Калмыковой, которая сделала школьнику замечание в связи с его опозданием и внешним видом, а затем вывела из класса. Спустя некоторое время ученики услышали звук выстрела и крики преподавателя, раздавшиеся из коридора: Пивнев ударил Калмыкову по голове секачом и выстрелил ей в лицо из пневматической винтовки; впоследствии педагог была госпитализирована с черепно-мозговой травмой и прооперирована.
После нападения на учительницу Пивнев вернулся в класс. Одноклассники Михаила забаррикадировались в подсобном помещении кабинета, а сам стрелок, как сообщал источник агентства «ТАСС» в правоохранительных органах, в это время выкрикивал угрозы и начал приводить в действие взрывпакеты; согласно утверждениям очевидцев, Пивнев также кричал, что ждал нападения три года и «пришёл сдохнуть». Трое учеников (две девушки и один юноша), опасаясь за свою жизнь, выпрыгнули из окна второго этажа, в результате чего получили переломы и ушибы; позднее пострадавшие школьники также были госпитализированы.
Пивнева, направлявшегося на четвёртый этаж школы, где проходил урок у второй половины 9 «А» класса, задержали прибывшие на место происшествия сотрудники полиции и Росгвардии. Видеозапись, на которой запечатлено, как двое сотрудников правоохранительных органов в полной экипировке и шлемах выводят из здания школы стрелка в светлой футболке с заведёнными за спину руками, была опубликована очевидцем в Instagram.
К моменту задержания стрелка из здания учебного заведения было эвакуировано около 300 человек. Согласно данным телеканала «НТВ», в СМИ первые сообщения об атаке появились в 10:18 по московскому времени, а по информации издания TJ — примерно в 11:00. Глава Ивантеевки Елена Ковалёва заявила, что произошедшее не является терактом, а события в школе представляют собой результат действий ученика, вступившего в конфликт с преподавателем. Начальник отдела безопасности администрации Ивантеевки Сергей Чуклов назвал нападение конфликтом на бытовой почве.

## Расследование
Спустя несколько часов после нападения следственными органами было возбуждено уголовное дело по признакам преступления, предусмотренного частью 3 статьи 213 Уголовного кодекса РФ (хулиганство с применением взрывчатых веществ); расследование произошедшего было поручено сотрудникам Главного следственного управления Следственного комитета РФ. На следующий день дело было переквалифицировано — с этого момента задержанный Пивнев также подозревался в покушении на убийство двух или более лиц («в связи с осуществлением данным лицом служебной деятельности, совершённое общеопасным способом и из хулиганских побуждений» — часть 3 статьи 30, пункты «а», «б», «е», «и» части 2 статьи 105 УК РФ). Помимо прочего, прокурор Ивантеевки Сергей Кошелев сообщил о возбуждении в отношении руководства школы уголовного дела о халатности.
Сотрудники правоохранительных органов незамедлительно выехали к месту жительства Пивнева. В квартире, где юноша проживал вместе с родителями, в ходе обыска были обнаружены фрагменты пиротехнических изделий, бита с гвоздями, пули от пневматической винтовки и составные части оружия. Оперативниками также были опрошены соседи задержанного.
Утром 7 сентября Пивнев был доставлен в Басманный районный суд Москвы для избрания меры пресечения. В связи с возрастом подозреваемого слушание проходило в закрытом режиме. Защитник Пивнева Виктор Запрудский ходатайствовал о помещении своего подзащитного под домашний арест, поскольку в таком случае он смог бы продолжить обучение; следствие настаивало на заключении стрелка под стражу. Сам юноша раскаялся и признал вину, а также заявил о том, что сожалеет о содеянном, попросив прощения у потерпевших. Рассмотрев все доводы, суд удовлетворил ходатайство следственных органов и арестовал Пивнева на два месяца.
14 сентября Виктор Запрудский сообщил средствам массовой информации, что Пивневу предъявлено обвинение, однако не раскрыл подробностей, ссылаясь на подписку о неразглашении. 15 февраля 2018 года следствие ужесточило обвинение — теперь подросток обвинялся не только в покушении на убийство двух или более лиц («в связи с осуществлением данным лицом служебной деятельности, совершённое общеопасным способом и из хулиганских побуждений» — часть 3 статьи 30, пункты «а», «б», «е», «и» части 2 статьи 105 УК РФ) и хулиганстве (совершённом «с применением взрывчатых веществ или взрывных устройств» — часть 3 статьи 213 УК РФ), но и в умышленном уничтожении или повреждении имущества (совершённом «из хулиганских побуждений, путём поджога, взрыва или иным общеопасным способом» — часть 2 статьи 167 УК РФ), незаконном обороте взрывчатых веществ («незаконные приобретение, передача, сбыт, хранение, перевозка или ношение взрывчатых веществ или взрывных устройств» — часть 1 статьи 222.1 УК РФ) и незаконном изготовлении взрывчатых веществ («незаконное изготовление взрывчатых веществ, незаконные изготовление, переделка или ремонт взрывных устройств» — часть 1 статьи 223.1 УК РФ). Запрудский сообщил информационному агентству «ТАСС», что сторона защиты не согласна с обвинением и считает «неправильной и ошибочной квалификацию» действий Пивнева «по части 2 статьи 167 УК РФ, а также статьи 30 через статью 105 УК РФ, так как умысла причинять физический вред и тем более цели лишать жизни кого-либо, в том числе повреждать имущества школы, у него не имелось».
В марте 2018 года Пивневу была назначена психолого-психиатрическая экспертиза. Исследование проводилось стационарно в Государственном научном центре социальной и судебной психиатрии имени В. П. Сербского. Экспертизой было установлено, что на момент нападения юноша был вменяем и осознавал характер своих действий.
27 июля 2018 года стало известно, что следственные действия по уголовному делу о нападении завершены, а сторона защиты приступила к ознакомлению с материалами дела, составившее порядка шести томов. По словам адвоката Пивнева, юноша заявил ходатайство о совместном и раздельном ознакомлении с делом с защитником и законным представителем.

## Суд

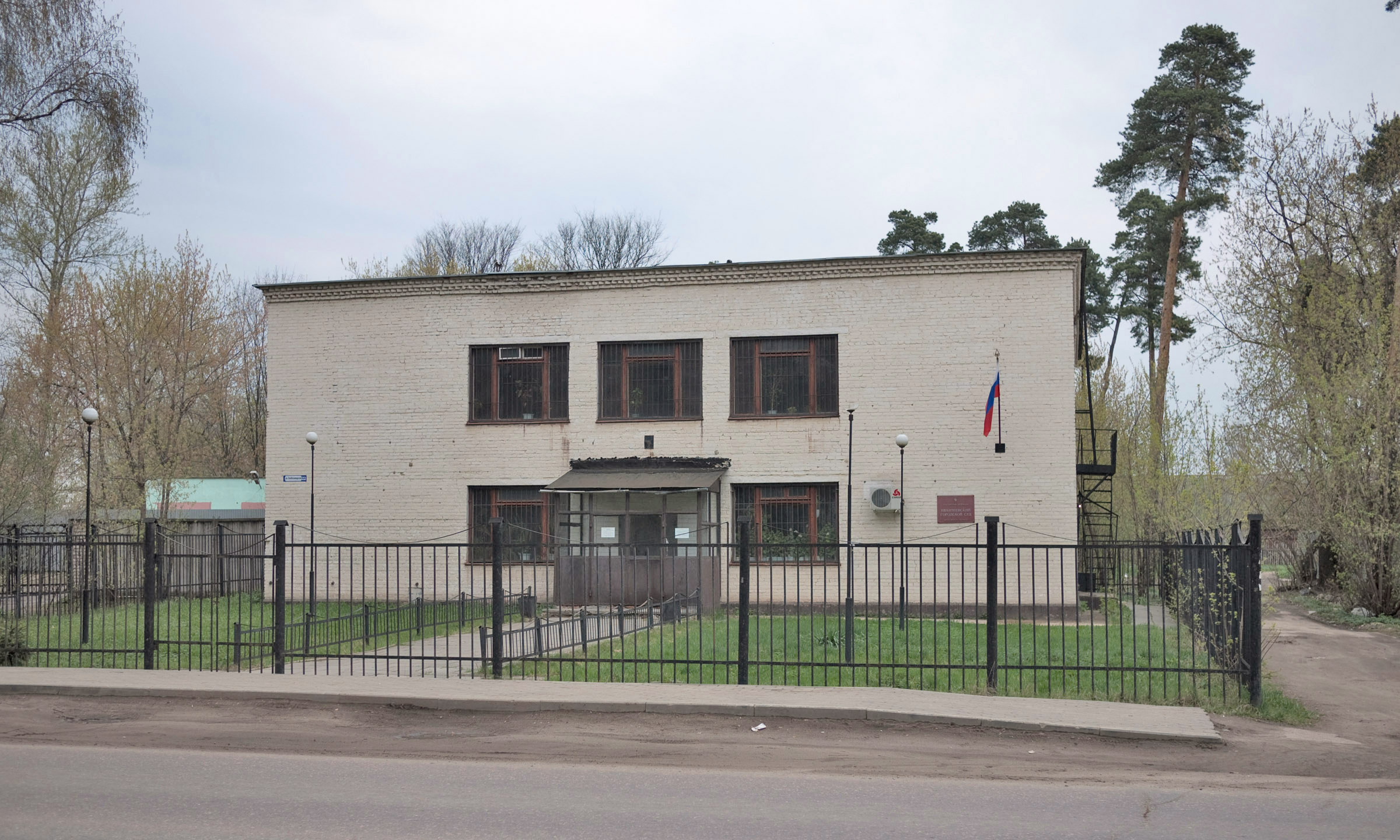
Здание Ивантеевского городского суда, май 2010 года

Процесс по делу о нападении на школу в Ивантеевке начался 28 ноября 2018 года в Ивантеевском городском суде Московской области. Защита Михаила Пивнева ходатайствовала о проведении судебного разбирательства в закрытом режиме, данное прошение было удовлетворено. На первом заседании государственный обвинитель огласил обвинительное заключение, после чего подсудимый частично признал вину, заявив, что не признаёт себя виновным в покушении на убийство.
В ходе рассмотрения дела были допрошены потерпевшие и свидетели по делу, изучены различные доказательства. «На заседания по делу приходят десятки потерпевших. Предполагается, что они не только дадут показания, но и заявят гражданские иски о компенсации за причинённый моральный и физический вред», — отмечало агентство «РИА Новости», назвавшее процесс над «ивантеевским стрелком» одним из самых ожидаемых судебных процессов 2019 года.
На стадии прений государственное обвинение просило назначить Пивневу наказание в виде 9 лет и 6 месяцев лишения свободы с отбыванием данного наказания в воспитательной колонии. «Надо отметить, что не достигшего 18-летнего возраста обвиняемого, по российским законам нельзя осудить на срок более десяти лет, иными словами, гособвинение запросило для подростка практически максимальное наказание», — подчёркивало издание «Коммерсантъ».
Сторона защиты в ходе прений настаивала на снисхождении в отношении Пивнева и условном осуждении. Как отмечало издание «Коммерсантъ», защитник Пивнева Виктор Запрудский обращал внимание суда на то, что подсудимый не собирался никого убивать и частично признал вину. Также адвокат подростка утверждал, что в действиях Пивнева следует усматривать признаки таких преступлений, как угроза убийством и причинение вреда здоровью средней тяжести, таким образом, оспаривая «правильность вменения покушения на убийство». «Он не представляет никакой опасности для общества», — заявлял Запрудский, одновременно подчёркивая, что за время пребывания в следственном изоляторе его подзащитный осознал произошедшее. 14 февраля Пивнев выступил в суде с последним словом.
15 февраля 2019 года суд вынес обвинительный приговор в отношении Пивнева: подростку было назначено наказание в виде лишения свободы на срок 7 лет и 3 месяца с отбыванием наказания в воспитательной колонии. «Он признан виновным по двум статьям УК РФ: покушение на убийство двух и более лиц, совершённое общеопасным способом, хулиганство с применением взрывчатых средств», — сообщила пресс-секретарь Московского областного суда Анна Тюрина Российскому агентству правовой и судебной информации. Частично были удовлетворены исковые требования потерпевших о возмещении материального и морального вреда на общую сумму более 2 миллионов рублей: по словам защитника Пивнева, один из исков не был удовлетворён и отправлен «для рассмотрения в рамках гражданского судопроизводства». В качестве дополнительного наказания судом Пивневу был назначен штраф в размере 20 тысяч рублей.
Изданию «Коммерсантъ» защитник Виктор Запрудский сообщил, что считает приговор несправедливым, а наказание чрезмерно суровым. Адвокат высказал мнение, что основания для обжалования приговора имеются, однако вопрос о подаче апелляционной жалобы необходимо решить вместе с родителями Пивнева после изучения всего текста приговора, насчитывавшего 73 страницы.

## Реакция

### Реакция официальных лиц
Председатель Совета Федерации Валентина Матвиенко, отвечая на вопрос о необходимости совершенствования механизма обеспечения безопасности в российских учебных заведениях после инцидента в Ивантеевке, высказала мнение, что «семья и школа пропустили ребёнка». «Когда у ребёнка были очевидные проблемы, семья и школа не встали рядом с ним, не попытались его выслушать, понять, поддержать психологически — в этом самая главная проблема безопасности», — подчеркнула она. Также Матвиенко указала на то, что безопасность обучающихся в любом учебном заведении является «первостепенной задачей и ответственностью руководства школ».
Уполномоченный при Президенте Российской Федерации по правам ребёнка Анна Кузнецова, как и спикер Совета Федерации, возложила ответственность за произошедшее на родителей и педагогов, которые не прислушивались к подростку, совершившему нападение: «Ребёнок сам буквально ходил за каждым и говорил: „Посмотрите!“. Он буквально подходил к каждому и ждал, чтобы его остановили. У меня такое ощущение, когда разбираешь это дело. Ни руководство школы, ни учитель, ни родители вовремя не очнулись». При этом омбудсмен высказалась против введения новых мер в целях обеспечения безопасности. «Я знаю, что есть эти меры для галочки. К сожалению, порой бывает так, когда после ярких событий начинаются массовые мероприятия и количеством участников в них мы закрываем большие отчёты и в том числе себе глаза на саму ситуацию», — отметила она.
Министр образования и науки Российской Федерации Ольга Васильева назвала случившееся в Ивантеевке трагедией и лишним подтверждением необходимости в кратчайшие сроки вернуть механизм предоставления медицинских карт учащихся школам, а также призвала серьёзно задуматься о возвращении ставок школьных психологов.
Член Совета Федерации Елена Мизулина в связи со стрельбой в Ивантеевке обратила внимание на, по её мнению, острую проблему увлечения детьми взращивающими жестокость и формирующими агрессивную модель разрешения конфликтов компьютерными играми, в частности, относящихся к жанру шутер, приведя в пример GTA. «Государство не должно закрывать на это глаза, нужно создавать те же компьютерные игры, но с правильным, безопасными наполнением, вкладывать средства в создание доброго кино, мультфильмов. Иначе мы просто потеряем это поколение», — высказалась она.

### Восприятие средствами массовой информации
Исследователь из Ростовского государственного экономического университета, кандидат педагогических наук О. И. Горбаткова, анализируя проблемы медийных трактовок школьного насилия в российских СМИ, в качестве одного из примеров рассматривает нападение на ивантеевскую школу и восприятие данного инцидента в прессе. «Информация, поразившая общественность своей жестокостью, получила широкую огласку в средствах массовой информации. Уже в день случившегося события об этой новости рассказали разноформатные медиа», — пишет учёный.
Изучив публикации ряда изданий («Комсомольская правда», «Московский комсомолец», «Новая газета» и др.) о нападении, Горбаткова отмечает, что российские средства массовой информации зачастую «беспрепятственно сообщают данные личного характера», в частности, фамилии учащихся, педагогов, номера школ, что, по её мнению, является нарушением этических и правовых норм. Так, в публикации «Комсомольской правды» («Школьник, устроивший стрельбу в школе Ивантеевке, предупреждал о планируемом нападении в соцсети», опубликовано 6 сентября 2017 года) исследователь указала на включение в статью автором наиболее неприятных подробностей произошедшего, множества деталей, провоцирующих у читателей желание самостоятельно додумать происходящее, а также упоминание о существовании визуального контента, «демонстрирующего случившуюся ситуацию», что, на её взгляд, ещё более подогревает читательский интерес. «Недопустимым представляется и обилие деталей насилия в подобных медиатекстах», — резюмирует исследователь.
Кандидат медицинских наук, доцент Н. Д. Узлов в своей работе «Фоносемантический анализ текстов о насилии и массовых убийствах в российских учебных заведениях» акцентирует внимание на использовании средствами массовой информации при освещении нападения на школу в Ивантеевке и других подобных инцидентов слова «стрелок», причём как отдельно, так и в словосочетаниях (например, «ивантеевский стрелок»). «В широком смысле стрелок (англ. shooter) — это тот, кто умеет стрелять из оружия, человек, использующий огнестрельное оружие. В массовом сознании россиян слово „стрелок“ имеет как негативную (снайпер, наёмный убийца), так и позитивную коннотацию, ассоциируясь со справедливостью (фильм Станислава Говорухина „Ворошиловский стрелок“)», — отмечает учёный.

## Последствия

«Ивантеевский стрелок» вдохновлялся действиями массовых убийц из школы «Колумбайн» и подражал их внешнему виду; фамилию одного из стрелков — Дилана Клиболда — Пивнев использовал как часть никнейма «ВКонтакте»

Как указывает исследователь из РГПУ им А. И. Герцена В. О. Карпов, во всём мире насчитывается более десятка нападений на учебные заведения, совершённых последователями массовых убийц Эрика Харриса и Дилана Клиболда. Инцидент в Ивантеевке стал первой атакой такого рода в России, хотя и до этого в стране происходили громкие случаи школьной стрельбы; вскоре нападения, также совершённые подростками-подражателями американских убийц, произошли 15 января 2018 года в школе № 127 в Перми и 19 января того же года в школе № 5 в пригороде Улан-Удэ. Во всех перечисленных случаях преступники интересовались массовым убийством в школе «Колумбайн», на их страницах в социальных сетях были размещены записи из тематических сообществ, посвящённых «школьным стрелкам». 17 октября 2018 года 20 человек были убиты в результате массового убийства в Керченском политехническом колледже. «Совершение преступления напоминало убийство в Колумбайне (использование взрывчатых веществ, подражание внешнему образу одного из скулшутеров Колумбайна, акт самоубийства в библиотеке и др.)», — подчёркивает Карпов, описывая произошедшее в Керчи.
Исследователи О. И. Самосват, Т. С. Брежнева и Е. Р. Шмеерова отмечали, что по состоянию на сентябрь 2017 года в социальных сетях насчитывалось 10 групп, посвящённых «колумбайн»-тематике, с суммарным количеством участников около 1,5 тысяч, однако после нападения Михаила Пивнева на школу в Ивантеевке и широкого освещения данного инцидента в СМИ число таких сообществ увеличилось до 45, а суммарное количество их участников составило 8756 аккаунтов.
18 мая 2018 года стало известно, что вице-спикером Государственной думы Ириной Яровой на рассмотрение был внесён законопроект, направленный на защиту детей от так называемых «колумбайн-сообществ» в соцсетях; именно в подобных группах, в частности, состояли нападавшие из Ивантеевки, Перми и Улан-Удэ. В проекте поправок к федеральному закону «Об информации, информационных технологиях и о защите информации» был предложен механизм внесудебной блокировки доступа к данным сообществам. «Защищая детей от вовлечения в преступное сообщество, мы решаем двуединую задачу: во-первых, не позволяем самого ребёнка сделать преступником, склонить его к совершению преступлений, а во-вторых, защищаем ребёнка, не позволяя сделать его жертвой преступления», — отмечала депутат. Закон был принят Федеральным собранием Российской Федерации и 18 декабря 2018 года подписан президентом Владимиром Путиным.

## Комментарии
1. ↑  Полное официальное наименование — «Муниципальное бюджетное общеобразовательное учреждение „Образовательный центр № 1“».
2. 1 2  Упоминается в ряде источников как «кухонный топорик» и «тесак для разделки мяса»[1][2][3][4].
3. 1 2  Ряд источников, в том числе пресс-служба Следственного комитета Российской Федерации, отмечали, что нападавшим использовались самодельные взрывные устройства, сделанные из петард[1][2][3]. Источник агентства «ТАСС» в правоохранительных органах сообщал, что «ивантеевский стрелок» во время нападения «начал взрывать взрывпакеты»[5]. Согласно информации пресс-службы ГУ МВД России по Московской области, нападавший «разбросал дымовые шашки в классе»[3]. Начальник отдела безопасности администрации Ивантеевки Сергей Чуклов в интервью газете «Пульс Ивантеевки» отмечал, что в ходе инцидента «был взорван или взрывпакет, либо какая-то иная пиротехника»[3].
4. ↑  Источник агентства «ТАСС» подтверждал принадлежность страницы Mike Klebold Михаилу Пивневу[22]. Спустя несколько дней после атаки на школу в Ивантеевке страница, на которую после произошедшего подписались около 5 тысяч пользователей, была заблокирована администрацией «ВКонтакте» «за нарушение правил сайта»[23]. Пресс-секретарь социальной сети Евгений Красников сообщил агентству «РИА Новости», что страница Пивнева была заблокирована по просьбе его родителей[24]. Детский омбудсмен Московской области Ксения Мишонова отмечала, что обращение с просьбой о блокировке страницы от родителей подростка не поступало и профиль был заблокирован с помощью уполномоченного по правам ребёнка при президенте и «при вмешательстве Следственного комитета»[24]. Адвокат Пивнева Виктор Запрудный упоминал о существовании страницы «ВКонтакте», созданной и ведущейся неизвестными от имени стрелка[24]; исследователь Я. А. Амелина писала о существовании 11 фейк-аккаунтов Mike Klebold по состоянию на 11 сентября 2017 года[25].
5. ↑  Керчь, как и большая часть Крымского полуострова в целом, является объектом территориальных разногласий между Россией и Украиной.